# اوموهله
اوموهله (به آلمانی: Aumühle) یک شهر در آلمان است که در هرتسوگتوم لاونبورگ واقع شده‌است. اوموهله ۳٬۰۸۸ نفر جمعیت دارد.